# Jbarna
Jbarna (àrab الاحد الجبارنة) és una comuna rural de la província de Taza de la regió de Fes-Meknès. Segons el cens de 2014 tenia una població total de 2.730 persones.